# 軍事郵便
軍事郵便（ぐんじゆうびん）とは、戦地もしくはそれに準ずる地に派遣されている軍隊、軍人、軍属などから発送された郵便物及びそれらの者に宛てて発送された郵便物である。

## 概要
軍事郵便は戦争に従軍した将兵が駐屯地から差し出す郵便のことであり、軍事郵便を取り扱うのは野戦郵便局である。第二次世界大戦では参戦各国が軍事郵便を取り扱ったほか、第二次世界大戦後の国連平和維持軍も同様の郵便を取扱いをしている。
過去の軍事郵便文書は歴史的な資料価値のほか、古切手の収集家のコレクション対象や、軍事郵便そのものへの関心を持つ者もあり、アンティークの一形態として売買が行われるなどしているが、内容が私的な通信であることから、こうした収集嗜好は好ましいとは言えないという意見もみられる。
一般に「軍事郵便」と称したときには過去の戦争、特に第二次世界大戦期のものを指すが、広義には現代の戦争で流通する郵便物なども含まれる。
また、差出通数の管理などを目的に貼り付けさせる軍事切手があった。第二次世界大戦までは世界各国の軍隊が使用するための軍事切手が発行されていたが、この制度の対象とされたのは下士官兵である場合が多く、将校については通数を問わず有料とされた。現在では軍事切手が発行されることは皆無である。
国連平和維持軍などにも軍事郵便が存在しているが、手紙に代わる通信手段が発達しており、物品輸送が主なものとなっている。また、日本国内では在日米軍の基地・施設間の郵便は日本郵便ではなく、アメリカ合衆国郵便公社が担当しており、広義の軍事郵便とみなされる場合もある。
なお、海外から日本国内の在日米軍の基地、施設やこれらに勤務する軍人・軍属やその家族等に対しては米国軍事郵便路線を利用して郵便物の配送が行われており、日米地位協定第11条第5項は「合衆国軍事郵便路線上にある公用郵便物」の税関検査免除を定めている。

## 日本の軍事郵便
日本では、日清戦争を契機に制度化され第二次世界大戦終戦までの間に存在した、戦地にいる軍人が日本（内地）あるいは日本から戦地の軍人に向けて送るための郵便制度をいった。

### 制度

第二次世界大戦中の軍事郵便はがき(日本・未使用)

日本における軍事郵便は、1894年に明治27年勅令第67号及び軍事郵便取扱細則が定められた。それによれば原則として軍人軍属の差し出す郵便物は無料で取り扱われる反面、軍人軍属に対する郵便物は正規料金が徴収された。陸海軍人に適用されたが、例外的に外地に駐屯する軍人に対して上限があるが無料であった。大東亜戦争中、帝国陸軍では野戦郵便局、帝国海軍では海軍軍用郵便所と呼ばれる簡易郵便局を占領地に展開した。
通常、軍事上の作戦などにかかる文書は含まず、もっぱら兵士とその家族や近親者などとを結ぶ私信をよぶ。多くは無料扱いであるが、士官と兵士では1ヶ月に出せる便数の制限に差があった。また前述のように「軍事切手」とよばれる専用切手を発行した場合もあったほか、無額面の「軍用葉書」が支給されることもあったほか、切手用の印面のない専用封筒が支給されることもあった。
各国の軍隊も同様であるが、軍事作戦に参加する部隊の将兵に便宜を図るため、野戦郵便局とよばれる移動郵便局が設置されることがあった。郵便局名は「（占領地の）地名+野戦局」と「数字+野戦局」と表記される場合がある。また1937年以降の日中戦争では多くの野戦局が設置されたが、中には郵便用の通信日付印（消印）ではないが、日付入りの風景印を使用した野戦局もあった。

### 軍事郵便貯金・外地郵便貯金
なお、帝国陸軍の野戦郵便局や帝国海軍の海軍軍用郵便所では、占領地に駐屯する軍人・軍属向けの郵便貯金である軍事郵便貯金も取り扱っており、戦争および終戦後の混乱の中で休眠口座と化してしまったものが約70万口座・約21億円、さらに、外地出身者を含む旧大日本帝国籍（一部の樺太籍を含む）の民間人が占領地や朝鮮半島・台湾など外地で預金した外地郵便貯金約1800万口座・約22億円が現代に至るまで原簿上も存在し続けている。
これらは終戦後のハイパーインフレーションや新円切替などを経て、現在では個々人単位での残高自体が現在円貨としては極めて少額となっている。例として軍事郵貯の1口座平均では約3000円程度、外地郵貯では240円である。
いずれも戦争中から終戦後における占領地や外地そのものの喪失、引揚時の混乱（税関による外地郵便貯金通帳の没収ほか）、名義人の死去や失踪（戦死、強制収容、その他行方不明）、遺族の高齢化および死去、払い戻し手続きの煩雑さから、実際に払い戻しが行われる例が年々減ってきており、その行く末が完全に宙に浮いた状態となっている
なお、日本銀行の『物価指数年報』や、総務省統計局の『消費者物価指数年報』は、戦前の1931年から現在までの長期の物価統計を戦前基準指数として公表しており、この統計記録を元に計算すると、1931年から1945年までの平均物価と新円切替を挟んだ2010年代の平均物価の間には1円当たり約5200倍のインフレーションが生じている為、旧円で預金された約43億円は、2017年現在の貨幣価値では22兆3600億円にも達していた事となる。
終戦後の払戻処理に関し軍事郵便貯金等特別処理法（昭和29年法律第108号）が制定、軍事郵便貯金、軍事郵便為替、外地郵便貯金、外地郵便為替、外地郵便振替貯金につき円貨を所定の方法で換算して払い戻す事が規定された。
払戻に関する訴訟において、「昭和19年5月から昭和21年4月までの間に預入れられた軍事郵便貯金については、国は、払戻時に貨幣価値が著しく下落していても、払戻当時の貨幣で預金金額を払戻すことにより免責される」との判例がある（確定）。

## 英国の軍事郵便
英国の軍事郵便の機関としてBritish Forces Post Office（BFPO）がある。